# Die Simpsons/Staffel 25
Die 25. Staffel der US-amerikanischen Zeichentrickserie Die Simpsons wurde vom 29. September 2013 bis zum 18. Mai 2014 auf dem US-amerikanischen Sender Fox ausgestrahlt. Die deutschsprachige Erstausstrahlung sendete der deutsche Free-TV-Sender ProSieben vom 1. September 2014 bis zum 16. März 2015.
Seit dieser Staffel ist Kai Taschner die deutsche Stimme von Mr. Burns, nachdem Reinhard Brock am 8. Dezember 2013 verstarb.

## Episoden
| Nr. (ges.) | Nr. (St.) | Deutscher Titel                      | Originaltitel                         | Erstausstrahlung USA | Deutschsprachige Erstausstrahlung (D) | Regie             | Drehbuch                           | Zuschauer (USA) | Prod. Code |
| --- | --------- | ------------------------------------ | ------------------------------------- | -------------------- | ------------------------------------- | ----------------- | ---------------------------------- | --------------- | ---------- |
| 531 | 1         | Homerland                            | Homerland                             | 29. Sep. 2013        | 1. Sep. 2014                          | Bob Anderson      | Stephanie Gillis                   | 6,37 Mio.       | RABF20     |
| 532 | 2         | Freaks in der Manege                 | Treehouse of Horror XXIV              | 6. Okt. 2013         | 27. Okt. 2014                         | Rob Oliver        | Jeff Westbrook                     | 6,42 Mio.       | RABF16     |
| 533 | 3         | Nichts bereuen                       | Four Regrettings and a Funeral        | 3. Nov. 2013         | 8. Sep. 2014                          | Mark Kirkland     | Marc Wilmore                       | 5,43 Mio.       | RABF18     |
| 534 | 4         | YOLO                                 | YOLO                                  | 10. Nov. 2013        | 15. Sep. 2014                         | Michael Polcino   | Michael Nobori                     | 4,20 Mio.       | RABF22     |
| 535 | 5         | Homer Junior                         | Labor Pains                           | 17. Nov. 2013        | 22. Sep. 2014                         | Matthew Faughnan  | Don Payne & Mitchell H. Glazer     | 4,08 Mio.       | RABF19     |
| 536 | 6         | Silly Simpsony                       | The Kid is All Right                  | 24. Nov. 2013        | 29. Sep. 2014                         | Mark Kirkland     | Tim Long                           | 6,78 Mio.       | SABF02     |
| 537 | 7         | Global Clowning                      | Yellow Subterfuge                     | 8. Dez. 2013         | 6. Okt. 2014                          | Bob Anderson      | Joel H. Cohen                      | 6,85 Mio.       | SABF04     |
| 538 | 8         | White Christmas Blues                | White Christmas Blues                 | 15. Dez. 2013        | 10. Nov. 2014                         | Steven Dean Moore | Don Payne                          | 8,48 Mio.       | SABF01     |
| 539 | 9         | Cinema Piratiso                      | Steal this Episode                    | 5. Jan. 2014         | 13. Okt. 2014                         | Matthew Nastuk    | J. Stewart Burns                   | 12,04 Mio.      | SABF05     |
| 540 | 10        | Manga Love Story                     | Married to the Blob                   | 12. Jan. 2014        | 20. Okt. 2014                         | Chris Clements    | Tim Long                           | 4,83 Mio.       | SABF03     |
| 541 | 11        | Enter the Matrix                     | Specs and the City                    | 26. Jan. 2014        | 5. Jan. 2015                          | Lance Kramer      | Brian Kelley                       | 3,87 Mio.       | SABF06     |
| 542 | 12        | Durch Diggs und dünn                 | Diggs                                 | 9. März 2014         | 12. Jan. 2015                         | Michael Polcino   | Dan Greaney & Allen Glazier        | 2,69 Mio.       | SABF08     |
| 543 | 13        | Der Herr der Gene                    | The Man Who Grew Too Much             | 9. März 2014         | 19. Jan. 2015                         | Matthew Schofield | Jeff Westbrook                     | 3,75 Mio.       | SABF07     |
| 544 | 14        | Besuch der alten Herren              | The Winter of his Content             | 16. März 2014        | 26. Jan. 2015                         | Chuck Sheetz      | Kevin Curran                       | 4,02 Mio.       | SABF09     |
| 545 | 15        | Malen nach Bezahlen                  | The War of Art                        | 23. März 2014        | 2. Feb. 2015                          | Steven Dean Moore | Rob LaZebnik                       | 3,98 Mio.       | SABF10     |
| Lisa bekommt ein Meerschweinchen, welches ein Loch in das Schiffsgemälde über der Couch der Simpsons nagt. Auf der Suche nach Ersatz erstehen Homer und Marge bei einem Gartenverkauf der Van-Houtens ein Gemälde aus Kirks alter Jungesellenbude. Zu Hause kommt unter dem Rahmen die Signatur zum Vorschein, die das Bild als Werk eines bekannten Künstlers aus der ersten Hälfte des 20. Jahrhunderts ausweist. Eine Schätzung ergibt einen Wert von mehreren 10.000 $. Marge will das Geld mit den Van-Houtens teilen, Homer überzeugt sie jedoch, dass diese sich nur ärgern würden, nicht alles zu bekommen und sie glücklicher sind, wenn sie nichts davon erfahren. Das Gespräch wird von Milhouse zufällig mitgehört. Obwohl die Simpsons in mit Spielzeug bestechen, erzählt er die Sache seinen Eltern. Die Van-Houtens sind empört und als sogar das Fernsehen über die Sache berichtet, spalten sich die Springfielder in Unterstützer der Simpsons und der Van-Houtens. Bei der Versteigerung des Bildes erscheint eine Frau, die behauptet, das Bild gehöre ihr. Kirk, mit dem sie eine Affaire hatte, habe es ihr gestohlen. Kirk wird daraufhin von Louann hinaus geworfen und zieht zu den Simpsons. Er erzählt, dass er mit der Frau Urlaub auf einer Insel gemacht hatte, wo er das Bild kaufte und kurz darauf von ihr verlassen wurde. Homer reist auf die Insel, um der Sache auf den Grund zu gehen. Dabei stellt sich heraus, dass das Bild wertlos ist. Es stammt nicht von dem bekannten Künstler, sondern von einem ortsansässigen Fälscher. Homer lässt sich von ihm eine Kopie des ursprünglichen Bildes malen und bringt es Marge mit. |           |                                      |                                       |                      |                                       |                   |                                    |                 |            |
| 546 | 16        | Homer, die Pfeife                    | You Don’t Have to Live Like a Referee | 30. März 2014        | 9. Feb. 2015                          | Mark Kirkland     | Michael Price                      | 3,91 Mio.       | SABF11     |
| 547 | 17        | Luca$                                | Luca$                                 | 6. Apr. 2014         | 16. Feb. 2015                         | Chris Clements    | Carolyn Omine                      | 4,30 Mio.       | SABF12     |
| 548 | 18        | Vorwärts in die Zukunft              | Days of Future Future                 | 13. Apr. 2014        | 23. Feb. 2015                         | Bob Anderson      | J. Stewart Burns                   | 3,64 Mio.       | SABF13     |
| 549 | 19        | Ihr Kinderlein kommet                | What to Expect When Bart’s Expecting  | 27. Apr. 2014        | 2. März 2015                          | Matthew Nastuk    | John Frink                         | 3,45 Mio.       | SABF14     |
| 550 | 20        | Auf dänische Steine können Sie bauen | Brick Like Me                         | 4. Mai 2014          | 3. Nov. 2014                          | Matthew Nastuk    | Brian Kelley                       | 4,39 Mio.       | RABF21     |
| 551 | 21        | Ziemlich beste Freundin              | Pay Pal                               | 11. Mai 2014         | 9. März 2015                          | Michael Polcino   | David H. Steinberg                 | 3,66 Mio.       | SABF15     |
| 552 | 22        | Feigheit kommt vor dem Fall          | The Yellow Badge of Cowardge          | 18. Mai 2014         | 16. März 2015                         | Timothy Bailey    | Billy Kimball & Ian Maxtone-Graham | 3,28 Mio.       | SABF18     |